# Сахарный пирог
Сахарный пирог (фр. tarte au sucre) — десерт северо-французской и бельгийской кухни. Также популярен в Канаде, США и Европе.
Готовят различные виды сахарного пирога. На севере Франции и в Бельгии это пирог, который обычно готовится из дрожжевого теста. В Квебеке это пирог из песочного теста с начинкой из масла или свежих сливок и сахара.
Некоторые из сахарных пирогов представляют собой дрожжевое тесто, покрытое свекольным или коричневым сахаром и залитые сливками; другие имеют корочку, содержащую однородную сахарную смесь, похожую на карамель после выпечки. 
Франкоканадская версия десерта иногда использует кленовый сироп. Пирог подают как сладкое угощение в конце рождественских праздников.

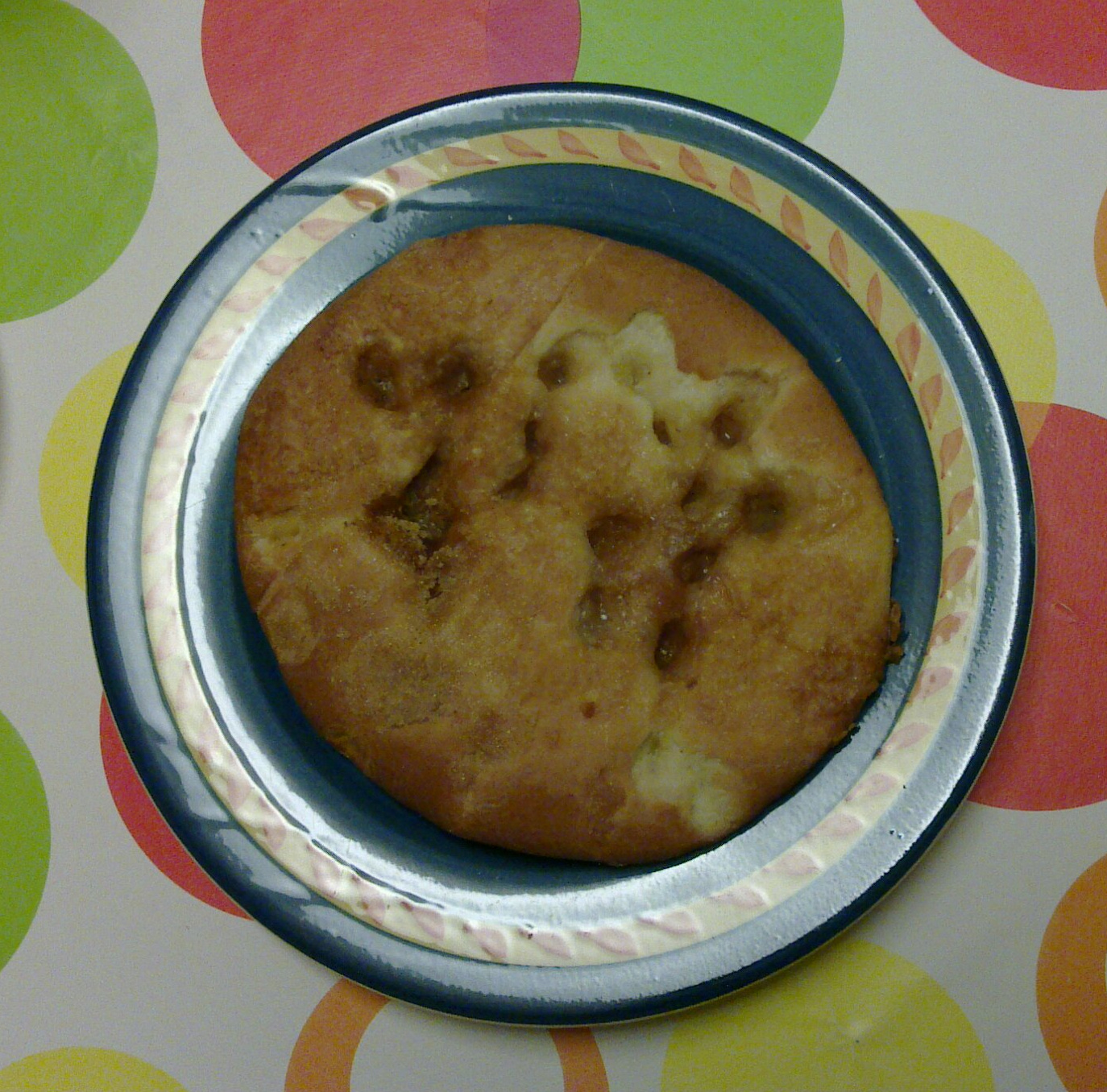
Французский сахарный пирог из департамента Нор

Десерт чем-то похож на американский прозрачный пирог (англ. transparent pie, название на Среднем Западе и юге США пеканового пирога, приготовленного без орехов пекан), или на английские и канадские масляные пироги, а также английский пирог с патокой.